# Protosuchidae
Los protosúquidos (Protosuchidae) son una familia extinta de arcosaurios cocodriloformos protosuquios. El más antiguo es Hemiprotosuchus de Sudamérica en el Noriense, hace 217 millones de años y los más recientes son las formas del Cretácico Inferior de China. Luego de ser considerado un taxón redundante con Protosuchia. Se ha definido como el clado menos inclusivo que contiene a Protosuchus richardsoni (Brown, 1933) y a Hemiprotosuchus leali (Bonaparte, 1972). 

## Filogenia
A continuación se presenta una filogenia de los protosúquidos modificada de Bronzati et al. (2012).
|  | Protosuchus richardsoni |
|  |                         |
|  | Hemiprotosuchus leali   |
|  |                         |

|  | Forma de Kayenta           |
|  |                            |
|  | Edentosuchus tienshanensis |
|  |                            |

|  | Protosuchus richardsoni |
|  |                         |
|  | Hemiprotosuchus leali   |
|  |                         |

|  | Forma de Kayenta           |
|  |                            |
|  | Edentosuchus tienshanensis |
|  |                            |

|  | Protosuchus richardsoni |
|  |                         |
|  | Hemiprotosuchus leali   |
|  |                         |

|  | Forma de Kayenta           |
|  |                            |
|  | Edentosuchus tienshanensis |
|  |                            |

|  | Protosuchus richardsoni |
|  |                         |
|  | Hemiprotosuchus leali   |
|  |                         |

|  | Forma de Kayenta           |
|  |                            |
|  | Edentosuchus tienshanensis |
|  |                            |

|  | Protosuchus richardsoni |
|  |                         |
|  | Hemiprotosuchus leali   |
|  |                         |

|  | Forma de Kayenta           |
|  |                            |
|  | Edentosuchus tienshanensis |
|  |                            |

|  | Protosuchus richardsoni |
|  |                         |
|  | Hemiprotosuchus leali   |
|  |                         |

|  | Forma de Kayenta           |
|  |                            |
|  | Edentosuchus tienshanensis |
|  |                            |

|  | Protosuchus richardsoni |
|  |                         |
|  | Hemiprotosuchus leali   |
|  |                         |

|  | Forma de Kayenta           |
|  |                            |
|  | Edentosuchus tienshanensis |
|  |                            |

|  | Protosuchus richardsoni |
|  |                         |
|  | Hemiprotosuchus leali   |
|  |                         |

|  | Forma de Kayenta           |
|  |                            |
|  | Edentosuchus tienshanensis |
|  |                            |